# John Digby, 1:e earl av Bristol
John Digby, 1:e earl av Bristol, född 1580, död 16 januari 1653, var en engelsk diplomat, far till George Digby, 2:e earl av Bristol.
Digby sökte under sin verksamhet som Englands minister i Madrid 1611-14 närma England och Spanien, men han hade föga framgång. Han sändes 1621 till Wien för att utverka gynnsamma fredsvillkor för Fredrik av Pfalz, men fick mycket lite stöd från hemlandet, och måste återvända. År 1622 blev han earl av Bristol. Under Buckinghams regeringstid föll han i onåd och bekämpade Karl I. När konflikten med parlamentet senare ledde till uppror, valde han att stödja kungen.